# 후커우 제도
후커우 제도(중국어: 户口, 호구)는 중국 대륙에서 사용되는 주민등록제도이다.
후커우는 개인단위로 작성되며 영구적인 거주지역과 이름, 생년월일, 부모, 배우자와 같은 식별정보를 포함한다. 후커우부(户口簿, 호구부)는 가족단위로 발행되며, 출생, 사망, 결혼, 이혼, 이사 등 가족구성원의 모든정보를 기록한다.
고대 중국의 편호제민제도에서 유래하였다. 이웃 국가인 한국, 일본의 호적, 베트남의 호구 제도에도 영향을 미쳤다. 현대의 후커우 제도는 소련의 프로피스카를 참고한 것으로 본다. 1958년 후커우 등기조례가 제정되어 중화인민공화국의 후커우 제도가 시작되었다.
후커우에 등록된 거주지역(농촌, 도시)에 따라 사회보장제도의 혜택에 차이가 있기 때문에 때때로 카스트 제도의 한 형태로 비유된다. 1949년에 중화인민공화국이 건국된 이후 수십 년 동안 도시 주민들은 퇴직연금, 교육, 의료 등 다양한 혜택이 주어졌지만, 농촌 주민들은 그렇지 않았기에 사회적 불평등을 유발하였다. 1978년 이후에 시위와 개혁개방을 통한 경제제도의 변화에 따라 후커우 제도 개혁이 있었다.

## 같이 보기
- 호주제